# Joseph de Guyon de Crochans
Joseph de Guyon de Crochans  (né le 19 mars 1674 à Avignon  - † le 22 septembre 1756 à Avignon), ecclésiastique, fut successivement évêque de Cavaillon de 1709 à 1742 puis archevêque d'Avignon de 1742 à sa mort.

## Biographie
Joseph de Guyon est issu d'une famille noble d'Avignon. Il est le fils de Louis-Henri de Guyon, docteur en droit, comte palatin, consulteur du Saint-Office de l'inquisition et doyen de la Rote romaine d'Avignon et de Marie de Marcel de Crochans. Diacre le 14 juillet 1709, il est ordonné prêtre le 11 août et nommé évêque de Cavaillon en septembre suivant. Il est pourvu en commende en 1721 de l'abbaye de Santa Maria di Roccamadore (it) à Messine en Sicile. Il gère paisiblement pendant 32 années son petit diocèse et en 1742, il est le premier natif d'Avignon à devenir archevêque de la cité. Il est nommé le 30 juillet et prend possession le 17 décembre. Le 23 juin 1753 il doit promulguer un mandement condamnant une « société secrète » nommée La Félicité ouverte « aux hommes et aux femmes » qui était en fait une loge émanation de la franc-maçonnerie. Il meurt à Avignon en 1756 et il est inhumé dans la cathédrale.